# Onomastica spagnola
L'onomastica spagnola è il sistema tradizionale di denominazione dei neonati impiegato in Spagna e nei paesi di Ispanità, dove l'identità anagrafica è composta da un prenome (semplice o composto) seguito da due nomi di famiglia (cognomi). Il primo cognome è, di consueto, il primo cognome del padre, mentre il secondo è il primo cognome della madre. In anni recenti, i genitori possono decidere di invertire l'ordine dei cognomi alla nascita. La prassi è quella di adottare soltanto il nome ed il primo cognome nell'uso quotidiano, mentre il nome completo è usato in ambiti legali, formali e documentali.

## Sistema di denominazione in Spagna
Attualmente in Spagna le persone portano un prenome singolo o composto (nombre) e due cognomi (apellidos); un prenome composto è formato da due o più nomi singoli, ad esempio Juan Pablo (Giovanni Paolo, Gianpaolo/Gian Paolo) può essere considerato un nome unico; in altri Paesi di lingua spagnola può essere interpretato con due nomi distinti e separati (Juan e Pablo). Tradizionalmente, il primo cognome di un individuo coincide con il primo cognome del padre (apellido paterno) ed il secondo con il primo della madre (apellido materno).
La legge sulla uguaglianza di genere dal 1999 ha permesso la trasposizione del cognome, a condizione che sia mantenuto tale, per ogni fratello e sorella, previa iscrizione al Registro Civil (registro dello stato civile), purtuttavia con qualche eccezione. Dal 2013, se i genitori non giungono ad un accordo sull'ordine dei cognomi da assegnare alla propria prole, tale compito spetta ad un funzionario incaricato. Ad esempio, se un tale Eduardo Fernández Garrido coniugato con una donna di nome María Dolores Martínez Ruiz mettessero al mondo José, benché vi siano varie opzioni legali, di tutta probabilità loro figlio sarà chiamato José Fernández Martínez.
Un cognome può altresì essere composto da più elementi, collegati dalla congiunzione y o e, dalla preposizione de o da un trattino: per esempio, il nome di una persona può essere Juan Pablo Fernández de Calderón García-Iglesias, consistente di un nome di battesimo (Juan Pablo), un cognome paterno (Fernández de Calderón) e un cognome materno (García-Iglesias).
In alcuni casi risulta impossibile discernere la composizione di un nome; ad esempio, lo scrittore Sebastià Juan Arbó fu indicizzato per molti anni dalla Biblioteca del Congresso come "Arbó", presumendo che "Sebastiá" e "Juan" fossero entrambi prenomi. In realtà, il suo primo cognome si rivelò essere "Juan"; in genere ciò accade con nomi assai comuni ("Juan" è raramente un cognome) e, per risolvere siffatte problematiche, è necessario consultare documenti legali o rivolgersi direttamente alla persona coinvolta.

### Modi di rivolgersi
Ad un uomo di nome José Antonio Gómez Iglesias ci si rivolgerebbe normalmente come señor Gómez o señor Gómez Iglesias, ma non come señor Iglesias, perché Gómez è il suo primo cognome. Inoltre, il signor Gómez può essere chiamato informalmente anche:
1. José Antonio
2. José o Jose (senza accento)
3. Antonio
4. Pepe, Joselito, Josito, Joselillo, Josico o Joselín (vari ipocoristici e diminutivi di José)
5. Toño, Antoñito, Tonín o Nono (vari ipocoristici e diminutivi di Antonio)
6. Joseán (assimilazione composta dal primo elemento onomastico e dall'apocope del secondo)

Molto formalmente, ci si può rivolgere con un onorifico come don José Antonio o don José.
Non è insolito, quando il primo cognome è molto comune, rivolgersi ad una persona con noncuranza con il suo secondo cognome. Per esempio, José Luis Rodríguez Zapatero (primo ministro della Spagna dal 2004 e al 2011) è spesso semplicemente chiamato Zapatero, il nome che ha ereditato dalla famiglia di sua madre, poiché Rodríguez è un cognome comune e può essere ambiguo. Lo stesso accade con un altro ex leader socialista spagnolo, Alfredo Pérez Rubalcaba, con il poeta e drammaturgo Federico García Lorca, e con il pittore Pablo Ruiz Picasso.

### Nomi di battesimo
Il prenome che i genitori scelgono per loro figlio deve essere registrato nel Registro Civil per stabilirne l'identità legale; tranne poche restrizioni, i genitori possono scegliere qualsiasi nome; fonti comuni sono: la preferenza dei genitori, la volontà di onorare un parente, i nomina del calendario romano generale e i nomi della tradizione spagnola. La legislazione della Spagna franchista limitava questa usanza ai soli nomi di origine cristiana (Gesù, Maria e i nomi dei santi) e a quelli tipicamente spagnoli (Álvaro, Jimena ed altri). Allo stato attuale, le uniche limitazioni all'imposizione del nome sono la dignità del bambino, a cui non può essere dato un nome offensivo; sono parimenti bandite e non riconosciute come nomi propri, le varianti diminutive, familiari e colloquiali e quelle che inducano confusione riguardo al sesso del bambino (con l'eccezione della seconda parte di un nome composto, che può essere del sesso opposto, come in "José María", similmente a quanto avviene anche in italiano). La legge attuale permette la registrazione di nomi diminutivi.

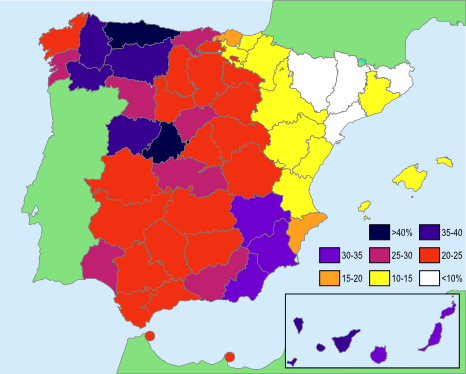
Le concentrazioni provinciali dei cognomi spagnoli: La percentuale di popolazione nata con i dieci cognomi più diffusi per ogni provincia. (Fonte: Instituto Nacional de Estadística 2006)

#### María e José
Le ragazze sono spesso chiamate María, in onore della Vergine Maria, aggiungendovi un santuario, un luogo, un concetto religioso al nome. Nella vita quotidiana, queste donne sono solite omettere il prefisso nominale (es. "Maria del ..."), e utilizzare il suffisso dei loro nomi composti, anziché il nome legale. Di conseguenza, ci si potrebbe rivolgere alle donne con nomi mariani quali María de los Ángeles (Maria degli Angeli), María del Pilar (Maria del Pilar), e María de la Luz (Maria della Luce), come Ángeles, Pilar, e Luz; oppure nominarle semplicemente María. I genitori, inoltre, possono comunemente chiamare una ragazza "María", o "Mari". Nomignoli come Maricarmen per María del Carmen, Marisol per "María (de la) Soledad" ("Nostra Signora della Solitudine", la Vergine Maria), Lola per María de los Dolores ("Madonna Addolorata"), Merche per María de las Mercedes ("Madonna della Misericordia"), etc. sono spesso utilizzati.
Non è inusuale che il nome di un ragazzo includa María, preceduto da un nome maschile, e.g. José María Aznar o Juan María Vicencio de Ripperdá. 
Analogamente, una ragazza può essere chiamata in via formale María José (per esempio, la sciatrice María José Rienda), e in via confidenziale Marijose, Mariajo, Majo, Ajo, Josefa, Josefina, Fina, Pepa, Pepi, Chepi, Pepita, Marisé o persino José in onore di San Giuseppe. Nell'uso scritto, il nome María, quando maschile, è sovente abbreviato in M. (José M. Aznar), Ma. (José Ma. Aznar) o M.ª (José M.ª Morelos)..

#### Nomi registrati
L'identità di un neonato viene iscritta nel Registro Civil (registro dello stato civile) e riportata come combinazione di un nome di battesimo (semplice o composto) e due cognomi; sebbene possa essere battezzato con nomi diversi nel rito religioso (e.g. Felipe Juan Froilán de Todos los Santos), tale atto non possiede alcuna valenza legale. Fino al 1960, era consuetudine battezzare i bambini con tre nomi: il primo ovvero quello principale e l'unico poi usato; mentre, se i genitori concordavano, uno degli altri due era il nome del santo del giorno. Al presente, la pratica di battezzare con tre o più nomi è solitamente prerogativa delle famiglie reali e nobiliari.